# Giovanni Comisso

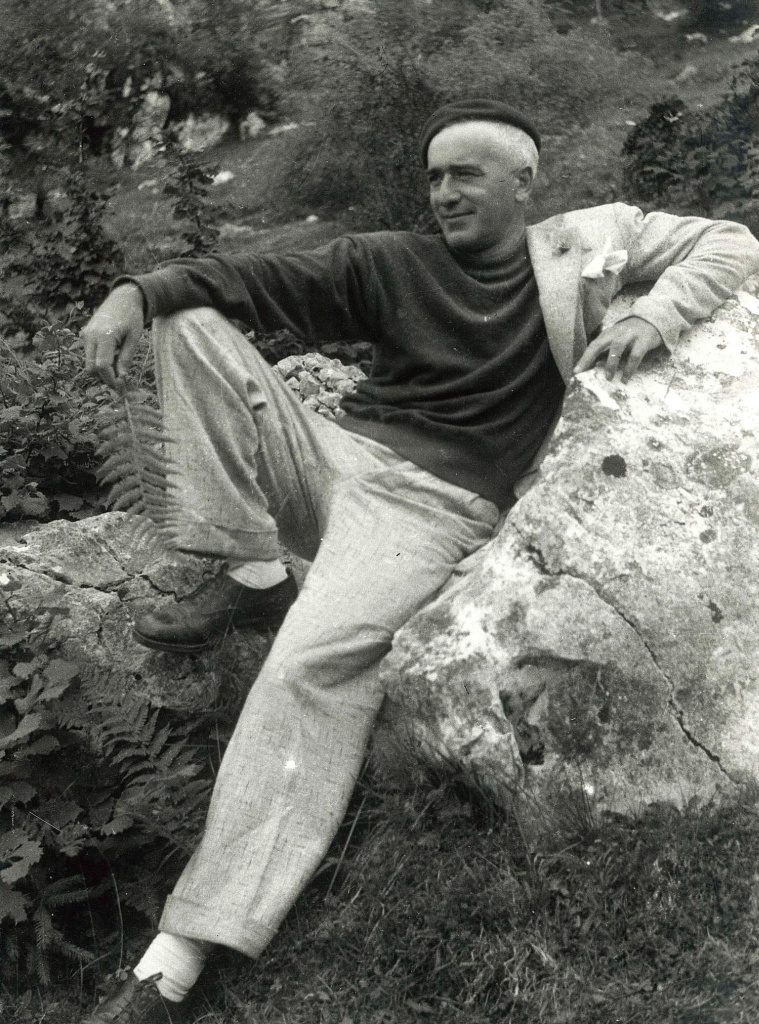
Giovanni Comisso

Giovanni Comisso (Treviso, 3 de octubre de 1895-Treviso, 21 de enero de 1969) fue un escritor italiano.

## Infancia y estudios. Amistad con Martini

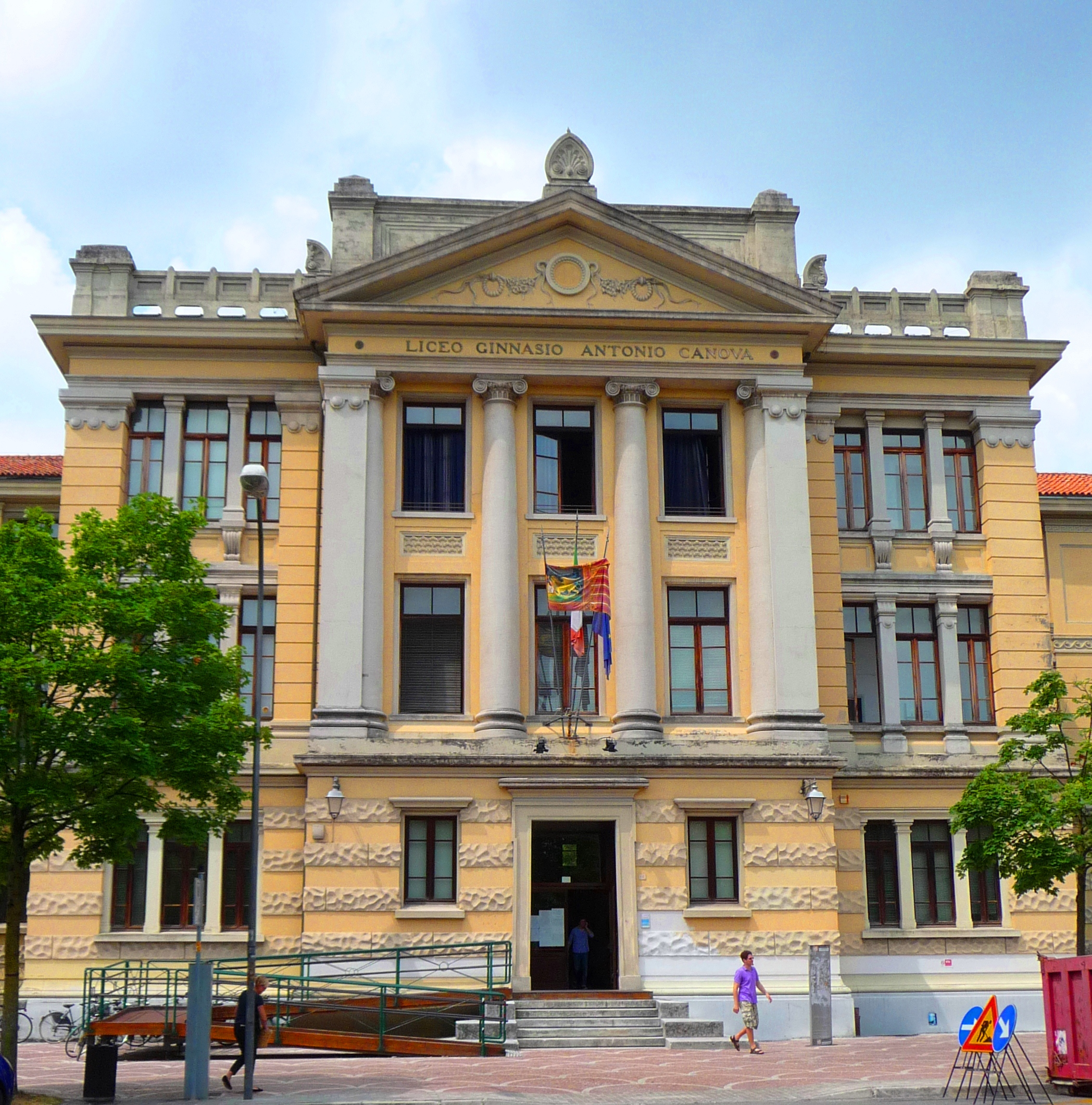
Fachada del Liceo Clásico Antonio Canova de Treviso, donde estudió Comisso

Nacido en 1895, Comisso fue el segundo hijo de Antonio y Claudia Salsa. Su padre se dedicaba al comercio de productos agrícolas y la madre pertenecía a una familia acomodada de la burguesía local, en la que eran especialmente conocidos el abogado Giovanni y el general Tommaso Salsa (hermanos de la madre y, por tanto, tíos de Giovanni). El general Salsa había luchado en numerosos conflictos internacionales y había ganado una medalla de oro al valor militar en la guerra de Libia.
En 1913 inicia sus estudios en el Liceo Clásico Antonio Canova de Treviso. Ese mismo año conoció al escultor Arturo Martini, seis años mayor que él, con el que hará gran amistad y será muy importante en su formación. Martini, de ideas proletarias y vida bohemia, le servirá a Comisso para conocer un mundo muy distinto al de la burguesía acomodada en el que se había criado. Según las propias palabras de Comisso:

Me hablaba entonces de lo infinito, de nuestra vida humana en el límite del tiempo, de la necesidad de llegar a las grandes creaciones para desafiar las estrellas y la muerte propia. Sus palabras me conmovían hasta el llanto y verdaderamente para mí era el Maestro, el hermano mayor, el compañero más experto que disipabla las grandes nieblas que todavía me envolvían durante mi tímida juventud.

Martini le dio a conocer las obras de Arthur Rimbaud, Friedrich Nietzsche o Charles Baudelaire, que Comisso y él declamaban en voz alta en sus encuentros alcohólicos nocturnos en Treviso.

## I Guerra Mundial y primeras publicaciones. Amistad con Guido Keller

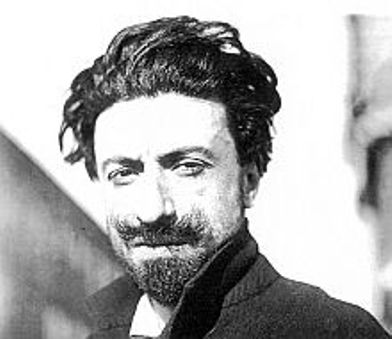
Retrato del aviador y secretario de Gabriele D'Annunzio, Guido Keller, gran amigo de Comisso

En 1914, tras suspender los exámenes de madurez, y ante el ambiente prebélico que se vivía en Italia, Comisso se alistó voluntario para hacer un curso de telegrafista en Florencia, con intención de volver a sus estudios una vez terminado el servicio militar. Al inicio de la Primera Guerra Mundial fue transferido, junto con sus compañeros, primero a Cormons y después a San Giovanni di Manzano. Le emplearon en la centralita telefónica. El trabajo principal de su regimiento, en aquellos momentos iniciales de la guerra, consistió principalmente en instalar el hilo telefónico que permitiera tener comunicadas las líneas del frente.
En la primavera de 1916 publicó en Treviso Poesías (Poesie), apenas un folleto con poemas editado en la Imprenta Zoppelli bajo el cuidado de Arturo Martini, quien también se encargó del retrato de Comisso que aparecía en reproducido en el libro. Para Martini, las poesías de Comisso mostraban una sensibilidad hechizante; consideraba que eran poesías nacidas bajo el signo de una pureza impecable, pero revestidas de ingenuidad. Los padres de Comisso, sin embargo, quedaron desconcertados y avergonzados, hasta el punto de hacer retirar la edición por considerar que desprestigiaba el buen nombre de la familia.
En abril de 1917 es trasladado primero a Dolegnano y después a Údine, y llega a ser oficial del cuerpo de Telégrafos. El septiembre, ya con la graduación de subteniente, es enviado a Saga, en el Alto Isonzo, cerca de Caporetto, posición de la que el ejército italiano, por el curso adverso de la guerra, debe retirarse en octubre. Comisso y sus soldados pueden huir juntos y terminan en Treviso, donde se había refugiado el comandante de la división. Inmediatamente, Comisso fue trasladado al Asolone, a la zona de Grappa.
En primavera de 1918 fue enviado al Montello y participará en la Batalla del Piave. En noviembre de 1918, en Paderno del Grappa, recibió el telegrama que anunciaba el armisticio, noticia que llenó de alegría a él y sus soldados. Como el propio Comisso relató en su libro autobiográfico Giorni di guerra: 

Por todas partes del campo se encendían fuegos. En lo alto de los montes, según se difundía la noticia, se veían bengalas que se alzaban en el cielo y grandes llamaradas, como si los artilleros quemaran balistita; desde el valle, los reflectores cortaban locamente la noche.

En 1919 Comisso fue transferido a Fiume, con el cuerpo de Telégrafos. En febrero, se matriculó en la Facultad de Derecho de Padua y asistió en Roma a un curso especia para excombatientes. En la capital de Italia conoció a Arturo Onofri, quien apreciaba la poesía de Comisso y quien introdujo al joven poeta en los ambientes intelectuales romanos.
Fue entonces cuando conoció al también poeta y pintor Filippo de Pisis, cuya estrecha amistad durará ya toda la vida.

Después de mi amistad con el escultor Arturo Martini, esta fue la otra gran amistad que vino a deleitarme y a ligarme a mi pasión con el arte. Aquel tiempo fue para mí como para las aves migratorias, el que precede al gran vuelo y en el que se busca compañeros para vencer las dificultades del viaje.
Giovanni Comisso

En agosto volvió a Fiume, junto a su compañía militar. En septiembre, cuando Gabriele D'Annunzio ocupó la ciudad con sus legionarios paramilitares en la llamada Empresa de Fiume y proclamó la anexión de Fiume al Reino de Italia, Comisso desertó del ejército y se unió a las tropas rebeldes.
Conoció a Guido Keller, un aviador que había pertenecido a la escuadra de Francesco Baracca y que ahora era el secretario de acción del Comandante (que era como llamaban a D'Annunzio). Keller era un hombre de acción, un aventurero, cuya personalidad atrapará a Comisso y con el que tendrá una gran amistad que marcó profundamente la vida de Comisso, quien llegará a decir sobre Keller: Lo reconozco superior a mí y capaz de imprimirme un nuevo sentido de la vida. Muchísimo de mi infantilismo y muchísimo de mi tendencia burguesa, casi superados con mis experiencias de guerra, en mi diaria vecindad a este hombre audacísimo, se apartaron definitivamente de mí.
También hizo gran amistad con el escritor estadounidense Henry Furst y con el músico y literato belga Léon Kochnitzky, que colaboraban con el proyecto de una alianza internacional de naciones oprimidas a la que dieron el nombre de Liga de Fiume (en italiano, Lega di Fiume), con sede en Fiume.
Durante el verano de 1920, junto a Keller, Comisso navegó en barca entre las islas del Golfo de Carnaro. Las vivencias e impresiones de este viaje se reflejarán en su libro Il porto dell’amore, publicado en 1924.
Junto a otros legionarios, fundó el Movimento Yoga, de inspiración anarquista y antimoderna, y también la revista homónima, de carácter semanal y de la que solo aparecieron cuatro números. El símbolo era una esvástica (como motivo solar) y el lema Unión de espíritus libres tendentes a la perfección (en italiano: Unione di spiriti liberi tendenti alla perfezione). En el primer número declararon la necesidad de introducir extrañas formas de vitalidad en cada movimiento, en todos los ambientes, este es nuestro programa. [...] Amar nuestros vicios tanto como nuestras virtudes, como aconseja Nietzsche. Moverse. Vivir. Destruir. Crear. Como objetivo. No por un ideal, sino para que eso sea el ideal.

## Años 20. Chioggia y París

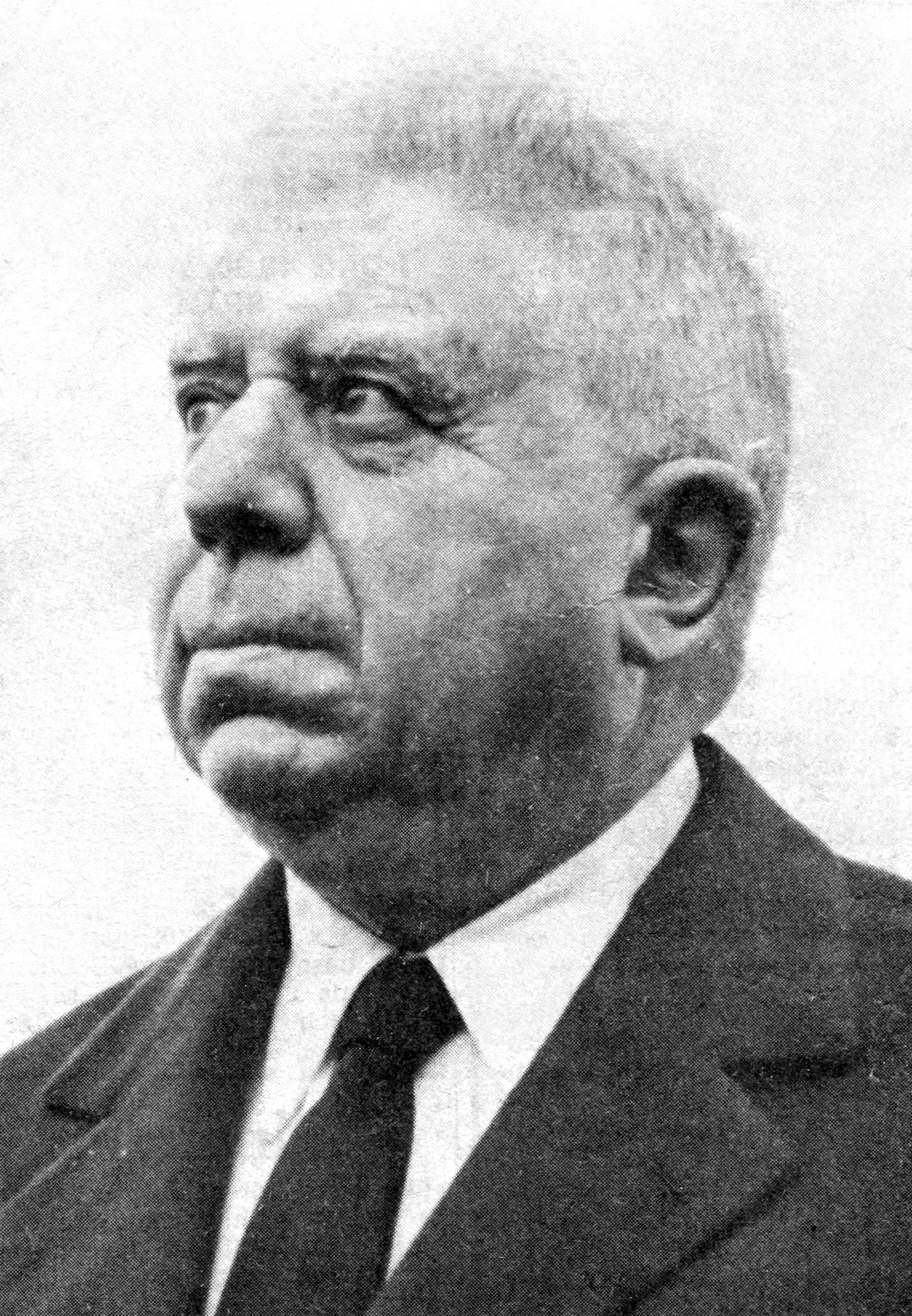
Una crítica elogiosa publicada por Eugenio Montale (en la foto) sobre Il porto dell’amore fue decisiva para que Comisso fuera conocido y apreciado en los ambientes literarios italianos.

En enero de 1921, tras el llamado Natale di sangue (Navidad sangrienta, nombre que se dio a los combates en Fiume entre el Ejército Real Italiano y las fuerzas militares de la autoproclamada Regencia italiana de Carnaro liderada por Gabriele D'Annunzio), Comisso abandonó Fiueme y volvió a Treviso. Fue incapaz de adaptarse a la vida civil y burguesa que había llevado años atrás. En febrero se matriculó en la Facultad de Derecho de Génova, pero sin provecho académico.
Frecuenta al literato Mario Maria Martini, amigo de Guido Keller. Comisso desarrollará una gran antipatía por Mario Maria Martini y fruto de esta experiencia escribirá la novela Il delitto di Fausto Diamante (1933).
En Treviso, en 1922 y por casualidad, conoció al joven Giulio Pacher, con quien tendrá una amistad muy intensa. Comisso comparaba las vistas de Pachre a su cuarto de trabajo como la aparición del ángel de la Anunciación. Pacher murió muy joven, con 28 años. A principio del verano, marchó a Chioggia, donde se encontró con los marineros del velero Il gioiello, que había participado en la empresa de Fiume. Fue invitado a bordo por el capitán Gamba y pasará el verano navegando por el mar Adriático. De este y de otros viajes tratarán los cuentos de su libro Gente di mare, publicado en 1928.
A finales de 1928 empieza a colaborar con el periódico Camicia Nera, nombre que aludía al uniforme de la Milicia Voluntaria para la Seguridad Nacional, cuerpo de milicias de la Italia fascista. La publicación estaba dirigida por un amigo de Comisso, el ferviente fascista Pietro Pedrazza. Comisso publicó en Camicia Nera artículos sobre literatura, arte y política.
En 1923 se matriculó en la Universidad de Siena para llevar a cabo estudios de Derecho. Se licenciará al año siguiente (1924), con un trabajo sobre los derechos de autor. En verano navegó, de nuevo por, el Adriático (costa de Istria y Croacia, las islas de Krk (en italiano: Veglia), Rab (en italiano: Arbe) y Cres (en italiano: Cherso), a bordo del barco pesquero del capitán Gamba (que tenía un tipo de velero que en italiano recibe el nombre de bragozzo). 
Publicó Il porto dell’amore en 1924, en el que cuenta su experiencia en Fiume. Publicado en una imprenta de Treviso gracias al dinero conseguido con al venta de un impermeable, obtuvo buenas críticas. Fue especialmente importante una firmada por el poeta Eugenio Montale que consiguió que el nombre de Comisso fuera conocido en el mundo literario. Según Montale, Il porto dell’amore era:

Un librito carnal y febril, que arde y se desvanece, es apenas un libro y también una enfermedad. Arte vinculado al transcurso de las estaciones y el clima.

Colaboró asiduamente con el periódico de Treviso L'eco del Piave. Navegó durante el verano a bordo del Gioiello por la costa e islas dámatas y publicó algunos cuentos. Vestía como marinero, trabajaba con ellos y participaba en el contrabando de ropa y gorros. 
En 1926, gracias al interés suscitado pro Il porto dell’amore, Comisso recibió una invitación de Enrico Somaré para trabajar en Milán, en la galería de arte L'Esame y en su librería anexa. Comisso pudo así conocer a gran parte de los intelectuales milaneses, entre ellos a Eugenio Montale, Giuseppe Antonio Borgese y Carlo Emilio Gadda.
Se trasladó a París en 1927, animado por la promesa del crítico literario Valery Larbaud de promover la traducción y edición de Il porto dell’amore. Este proyecto no saldrá adelante, pero Comisso se siente fascinado por la ciudad, en la que se reencuentra con su amigo Filippo de Pisis, junto al que lleva una vida bohemia y desordenada, entregados a sus ebbri istinti (instintos ebrios) y frecuentando ambientes homosexuales. En 1928 murió su padre y, con el dinero de la herencia, siguió alimentando en París su vida desordenada y frenética (disordinata e frenetica), siempre junto a su inseparable De Pisis. En octubre, recibe el encargo del periódico turinés La Gazzetta del Popolo de escribir reportajes sobre distintos aspectos de la vida parisina y francesa. En París conoció al escritor ruso Isaac Babel y leyó y apreció la obra literaria de Marcel Proust. En 1929 publicó Gente di mare
, libro de cuentos ambientados en Chioggia, el mare, las costas istrias y dálmatas. El escritor y crítico Ugo Ojetti destacó en esta obra: 

La frescura primitiva, el silencio del mar y de las costas, los olores y sabores y los raros sonidos que bajo el cielo altísimo lleva el viento, la novedad en nuestra literatura de estos temas y de estos encantos: todo me gusta y me convence...

 Con esta obra ganó la segunda edición del Premio Gabutta en 1929 (el premio distingue a la mejor obra literaria publicaca en italiano).

## Grandes viajes (África, Europa, Extremo Oriente). Casa de campo en Treviso

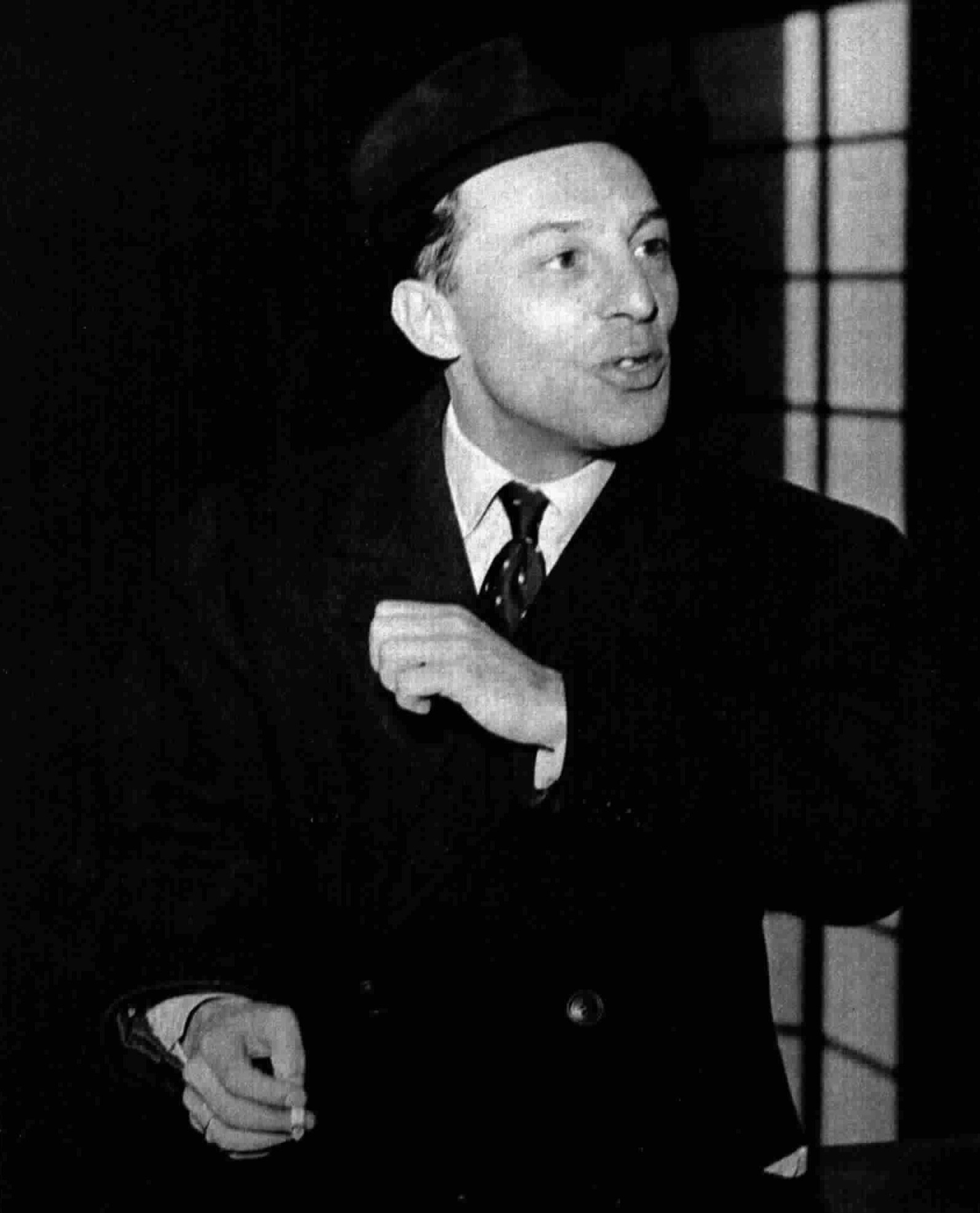
Leo Longanesi (en la imagen) fue el director de la revista literaria L'Italiano, en la que Commisso publicó numerosos artículos

Mantuvo su colaboración con La Gazzetta del Popolo y, para sus artículos, viajó por el norte de África y el norte de Europa. En diciembre de 1929, el Corriere della Sera le encarga reportajes sobre Extremo Oriente, que se prolongaron hasta junio de 1930. Visitó China, Japón, Siberia y terminó su viaje por Rusia llegando a Moscú. El propio Comisso describirá en su obra Le mie stagioni la vida que llevaba en aquel tiempo:

Frecuenté bailes nocturnos sombríos y antros de juego y burdeles, ssalía siempre con paso seguro a altas horas de la noche, sin pensar siquiera en que podía correr el más pequeño peligro. No creo que fuera valor, sino inconsciencia por mi voraz gana de ver cosas nuevas.

En las cartas que escribió durante este tiempo a su madre se advierte también su cansancio por los largos viajes y su deseo de establecerse en el campo véneto para dedicarse con tranquilidad a la escritura. En agosto publicó Giorni di guerra, libro que tuvo suscitó reticencias en la censura pero recibió las alabanzas del escritor Giuseppe Raimondi, quien destacó el vitalismo de la obra. En otoño compró una casa de campo en Zero Branco, un pueblo de la provincia de Treviso. En Cortina d'Ampezzo conoció a Rachele, una joven con la que desea casarse. Ve en ella la pureza y la sencillez, como si las nieves y el aire de aquel lugar se hubieran transfundido en ella.
En 1931 intensificó su colaboración con L'Italiano de Leo Longanesi, donde publicó artículos sobre temas muy variados, desde los que tratan sobre el cine soviético a los que describen, con tono elogioso, la vida de los campesinos vénetos.
En ese mismo año de 1931 publica una recopilación de artículos titulada Questa è Parigi (Esto es París). En años sucesivos publicará otros libros: en 1932 Cina - Giappone (China-Japón), donde recoge sus artículos publicados anteriormente en el Corriere della Sera y, en 1933, Storia di un patrimonio, novela ambientada en Onigo, entre las colinas y el Piave.
En L'Italiano publicó por entregas Amori d'Oriente. La obra no aparecerá en forma de libro hasta 1949 y ese retraso en su publicación quizá se debió al tono de ambigüedad, libertad sexual y de tolerancia con la homosexualidad, poco acorde con los modelos patriarcales imperantes en Italia, dominados por el ideal de virilidad fascista.
En 1934, acogió en su casa de campo a Bruno, un joven hijo de pescadores de Chioggia. Fue una amistad intensa y apasionada, que terminó no sin amargura y que le inspirará la novela Un inganno d’amore (Un engaño de amor, 1942).
El libro de cuentos Avventure terrene es de esta época (1935) y se publicará en el volumen V de sus obras con el título Il grande ozio. En 1936 publicó la  novela I due compagni (1936). Las vicisitudes de uno de los protagonistas están inspiradas en la trágica vida del pintor Gino Rossi. Otros personajes del libro tienen rasgos reconocibles de Arturo Martini, Nino Springolo y del propio Comisso.
En la primavera de 1937 viaja por toda Italia para escribir reportajes en la Gazzetta del Popolo con la intención de descubrir a los lectores la Italia recóndita. Ese año publicó L'italiano errante per l'Italia (El italiano errante por Italia, 1937), una suerte de mapa personal de algunos de sus lugares favoritos de Italia. Presenta dos caracteres originales para la época: por una parte, describe lugares muy diferentes a los citados habitualmente en las guías turísticas o los libros de viajes, por lo que el país que aquí aparece es, en alguna medida, una Italia secreta. Por otra parte, Comisso escapa al lenguaje encomiástico y nacionalista de la literatura fascista de la época y emplea un tono de ingenua idealización casi pastoril. Son pequeños textos escritos a lo largo de una década pero presentados como etapas de un único viaje que comienza en su Véneto natal, incluye Génova, Cerdeña, el sur del país y Sicilia y la costa noreste italiana.
El mismo periódico le encomendó documentar en el África Oriental el nacimiento del nuevo imperio fascista. Comisso escribió en una carta personal a su madre: Son países desesperados, en los que los italianos trabajan como bestias. Asmara es una ciudad descuadernada, sin pies ni cabeza, oscura como mi tierra, con malas carreteras, en la que nadie se preocupa por los demás.
En 1939, de nuevo enviado por La Gazzetta del Popolo, viaja a Libia para visitar las colonias agrícolas fundadas por campesinos vénetos, enviados por el gobierno fascista italiano para colonizar el desierto. Estos artículos, sin embargo, no fueron del gusto del gobernador de la zona, que los encontraba escritos en un estilo poco actual, alejado del lenguaje periodístico entonces vigente.
En 1940 comenzó a colaborar con la revista cultural Primato impulsada por el ministro de Educación Nacional Giuseppe Bottai. Los artículos de Comisso dejan ver su angustia por el paso del tiempo y la cercanía de la vejez, que lo llevan al descubrimiento de los sentimientos.

## Segunda Guerra Mundial. Crisis existencial

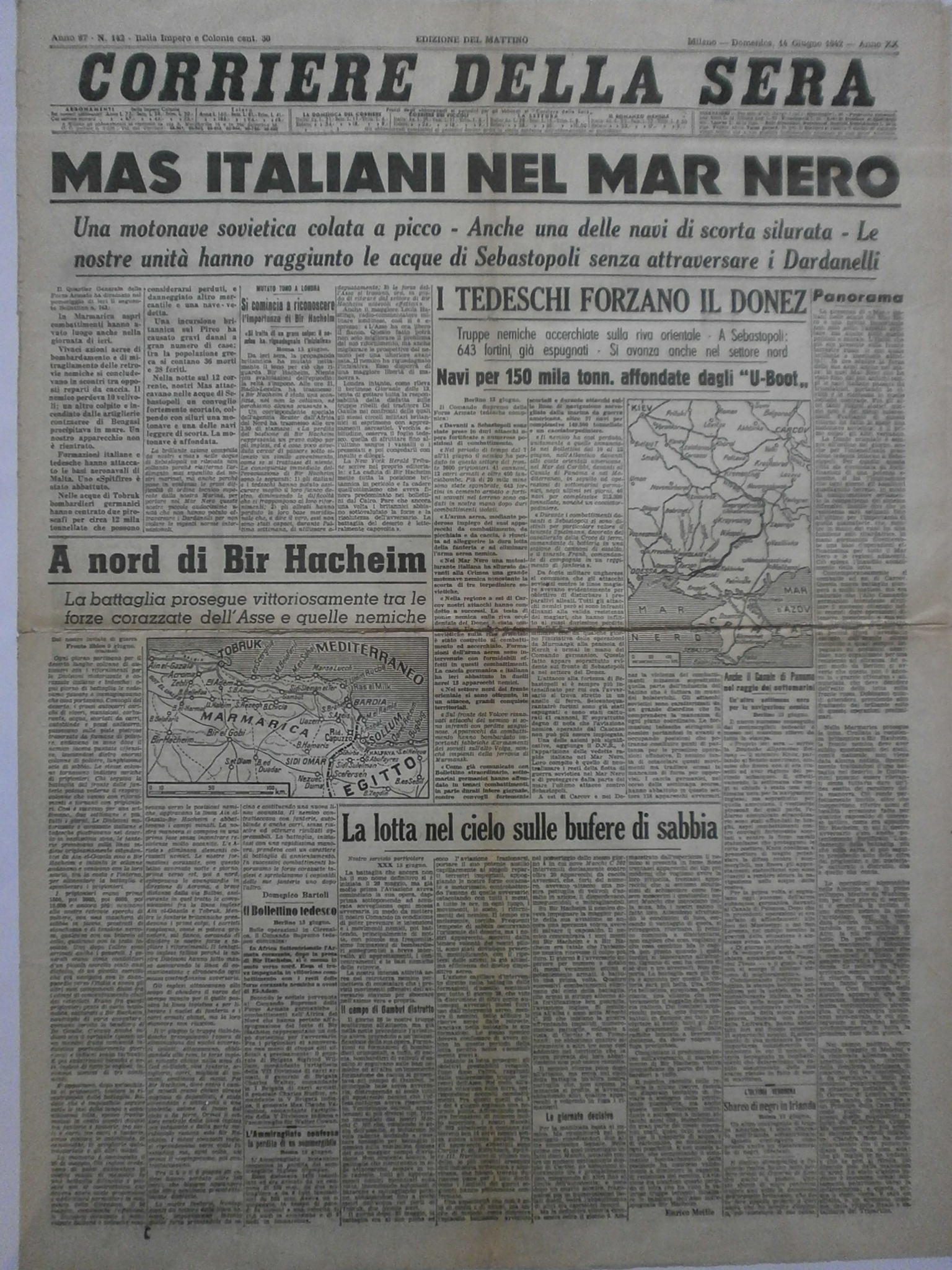
Comisso fue un colaborador asiduo del Corriere della Sera, el periódico más importante de Italia

La declaración de la Segunda Guerra Mundial sorprende a Comisso en su casa de Zero Branco, escenario de sus encuentros con su último amor, Guido Bottegal, un inquieto muchacho de Treviso, de dieciséis años, que no carecía de sensibilidad por la poesía y al que Comisso motejaba como El Fugitivo por sus desapariciones inesperadas.
Publicó el libro de cuentos Felicità dopo la noia (Felicidad después del aburrimiento). En la editorial Mondadori publicó Un inganno d’amore (Un engaño de amor, 1942), novela sobre el descubrimiento de los sentimientos que recibió críticas desiguales.
La crisis psicológica del escritor se agravó por sus explosiones de celos con su amante Guido, a causa de Sandro Pozzi, un exlegionario del Fiume, ahora agente de los servicios secretos fascistas.
En diciembre de 1943, Comisso volvió a colaborar con el Corriere della Sera, que para entonces se había convertido en el periódico más importante de la República Social Italiana. Lo dirigía Ermanno Amicucci, quien había sido antes director de La Gazzetta del Popolo, publicación en la que Comisso ya había publicado de forma asidua.
En 1944, el amante de Comisso, Guido Bottegal, que estaba enrolado en la Marina Repubblicana, desertó después de escribir una carta en la que acusaba al fascismo de haber traicionado a los jóvenes. Fue arrestado y encarcelado en Venecia. Comisso hizo gestiones para excarcelarlo y finalmente Guido fue liberado, después de haber solicitado, aconsejado por Pozzi, su ingreso en un grupo de combate de la República Social Italiana. Guido y Comisso vuelven a tener relaciones.
Las tropas aliadas bombardearon Treviso el 7 de abril de 1944. Entre los edificios afectados, estaba la casa familiar de Comisso, situada en al plaza Fiumicelli, que quedó destruida. La madre de Comisso y la criada de la casa, Giovanna, estaban refugiadas en Zero Branco y, por tanto, no sufrieron daños.
En febrero de 1945, Guido desertó y se refugió en el altiplano de Asiago, donde trabajó para los alemanes de la Todt, organización dependiente de las fuerzas armadas y del Ministerio de Armamento de la Alemania nazi, dedicada a la ingeniería y construcción de infraestructuras. Los partisanos terminarán fusilando a Guido al considerarlo un espía. Comisso narrará estas vicisitudes en Gioventù che muore (1949). Fue tan su dolor que declaró: Y no busco más amistades después de la última con Guido, que me ha masacrado, ilusionado, desilusionado y destrozado.
La muerte de Guido provocó en Comisso una profunda crisis existencial. En lo literario, la nueva moda neorrealista hizo también que se sintiera lejos de la actualidad literaria. Mantuvo su amistad con Filippo de Pisis, al que visitaba a menudo en Venecia.
Publicó artículos en el Risorgimento Liberale (dirigido por Mario Pannunzio) y otros periódicos.
Conoció a Giuseppe Berto, que había regresado a Italia hacía poco después de haber estado encarcelado en Texas. Berto le pidió consejo a Comisso sobre el mundo literario y este le puso en contacto con Longanesi, quien publciará la novela de Berto Il cielo è rosso (1947), que inmediatamente se convertirá en un superventas.
En 1947 publicó en la editorial Mondadori Capriccio e illusione (Capricho e ilusión), novela en la que recrea su relación con Guido. Ese mismo año de 1947 murió su amigo y mentor Arturo Martini, y Comisso se propuso escribir la biografía de este artista y recoger en ella su epistolario. 
En 1949, tras haber sido rechazada en tres editoriales, publicó en la editorial del periódico Milano-Sera una nueva novela en la que recrea la muerte de su amante Guido, titulada Gioventù che muore (Juventud que muere).

## Años 50 y 60

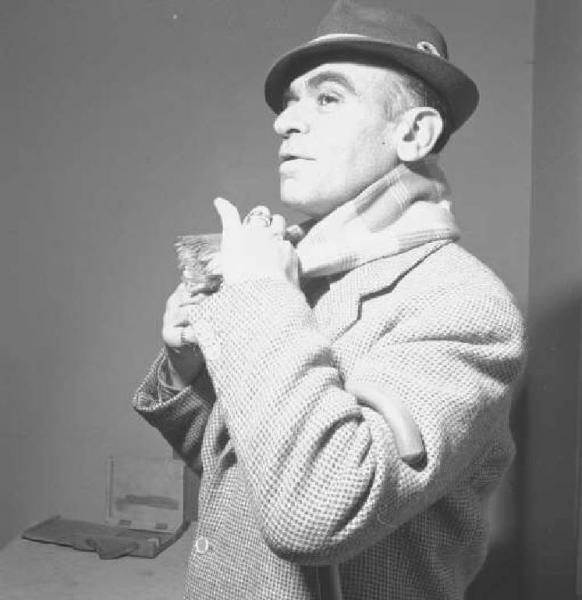
Filippo de Pisis, gran amigo de Comisso desde su juventud, murió en 1956 (en la imagen, retratado en 1950 por Federico Patellani), ingresado en una clínica psiquiátrica. Comisso le citó en numerosos textos, entre otros en el cuento Il mio sodalizio con De Pisis publicado por entregas en 1954 en el semanario Il Mondo.

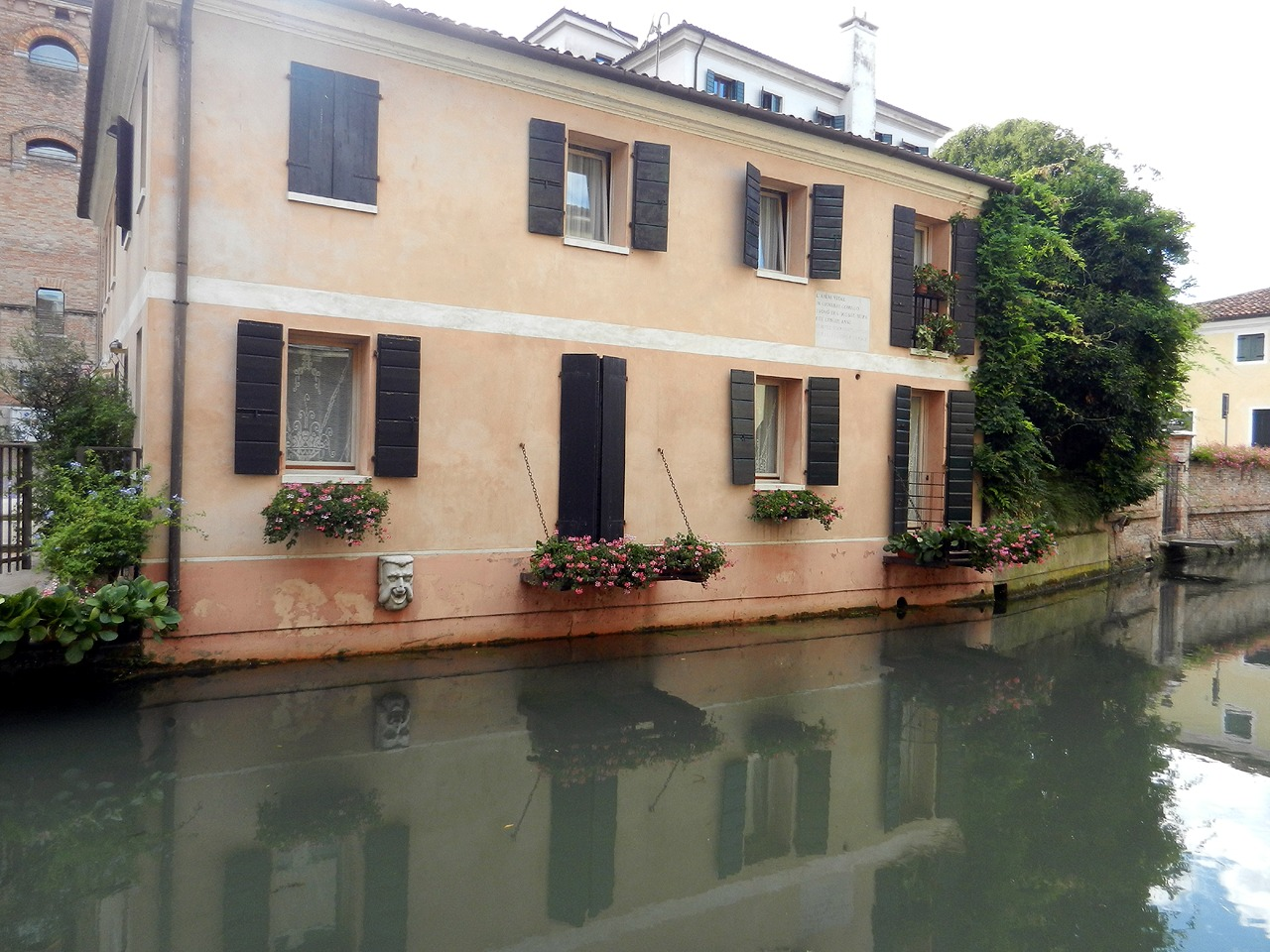
Última casa de Camisso en Treviso, con fachada hacia el canal de los Buranelli

En 1951 publicó Le mie stagioni (Edizioni di Treviso).
En 1952 ganó uno de los premios especiales de narrativa del Premio Viareggio con el libro de cuentos Capricci italiani (Caprichos italianos, (Vallecchi)). 
En 1954 publicó en el semanario Il Mondo (dirigido por Mario Pannunzio) el cuento Il mio sodalizio con De Pisis. Apareció en tres entregas y en él evocaba su amistad con Filippo de Pisis, quien en aquellos momentos estaba recluido en una clínica psiquiátrica, en la que morirá el 2 de abril de 1956.
La madre de Comisso murió en mayo de 1954. Ese mismo verano, Comisso decidió poner en venta la casa de Zero Branco y volver a vivir en Treviso, donde alquiló una casa.
Comisso apoyó al joven escritor Goffredo Parise, al que presentó en un encuentro celebrado en San Pellegrino Terme titulado Romanzo e poesia di ieri e di oggi, incontro di due generazioni (Novela y poesía de ayer y de hoy, encuentro de dos generaciones). Parise y Comisso estrecharon su amistad y este último será, testigo de bodas de Parise cuando se case con Mariolina Sperotti (Mariola) en 1957.
En 1955 ganó Premio Strega con una colección de cuentos titulada Un gatto attraversa la strada, publicada el año anterior en la editorial Mondadori. La obra de Comisso se impuso en el Premio Strega a importantes autores, como Dario Cecchi (Tiziano, Longanesi), Giuseppe Dessì (I passeri, Nistri-Lischi), Pier Paolo Pasolini (Ragazzi di vita, Garzanti, traducida al español como Chavales del arroyo) y Livia De Stefani (Gli affatturati, Mondadori).
Se cambia de nuevo de casa, en este caso a una de su propiedad en Santa Maria del Rovere, en las afueras de Treviso. Anota en su diario el 14 de julio de 1956: 

Finalmente he conseguido habitar en mi nueva casa... Encuentro aquí aún el espíritu campesino de mi vida en Zero, pese a estar cercano a la ciudad... He aquí un nuevo punto de partida para mi vida.
Comisso, Diario 1951-1964.

En 1958 publicó La mia casa di campagna (Mi casa de campo), sobre el que Guido Piovene escribió: 

El venecianismo en él algo natural, paisaje externo y representación interior. Comisso lleva dentro de sí los dolores del Véneto tal y como están en el Véneto, que tienden a evadirse en formas bellas, armonías de color; los contiene visceralmente, no son objeto de discurso intelectual

En 1960 publicó el libro de cuentos Satire italiane (Sátiras italianas), que Nico Naldini consideraba una observación puntillosa de malestares. Es un libro en el que están muy presentes los sentimientos de desilusión, amargura y antipatía. El propio Comisso declaró que Nuestra vida está hoy reducida a estos extremos, de los cuales están excluídos la serenidad, la belleza y la armonía.
Su novela La donna del lago (Longanesi, 1962) recrea una serie de homicidios sucedidos entre 1933 y 1946 en el lago de Alleghe. Este libro será uno de los mayores éxitos de ventas que tuvo Comisso en vida y fue adaptado al cine en una película homónima (titulada en español La mujer del lago), codirigida por Luigi Bazzoni y Franco Rossellini, con un reparto internacional que incluía a Peter Baldwin, Salvo Randone, Valentina Cortese, Philippe Leroy, Virna Lisi, Pia Lindström y Ennio Balbo. Se estrenó en 1965.
En 1964 publicó Cribol (Longanesi), una historia escabrosa ambientada, una vez más, entre el Piave y Onigo. 
En estos últimos años de vida Comisso padeció de problemas de vista, lo que no le impidió seguir escribiendo ni preparar la edició nde su opera omnia en la editorial Longanesi.
En 1968 apareció Attraverso il tempo (Longanesi), el último libro de cuentos que publicó en vida. Comisso declaró en esta época: Estoy un poco harto de escribir, pero es mi respiro. En mayo se organizó en Treviso un congreso sobre el escritor en el que participaron, entre otros, figuras literarias como Eugenio Montale, Guido Piovene, Goffredo Parise y Pier Paolo Pasolini. Unos días antes, el crítico literario Gianfranco Contini pasó por su casa para rendirle homenaje.
El 21 de enero de 1969, Giovanni Comisso murió en el hospital de Treviso.

## Homenajes
En 1979, a los diez años de la muerte del escritor, se creó el Premio Comisso, primero dedicado a obras narrativas y después también a biográficas. En su primera edición fue presidido por Bruno Visentini y tuvo como madrina a la actriz Giulietta Masina. Los ganadores de esa primera edición fueron Salvatore Satta (con la novela Il giorno del giudizio) y Paolo Bertolani (con el libro de cuentos Racconti della Contea de Levante).

## Obras

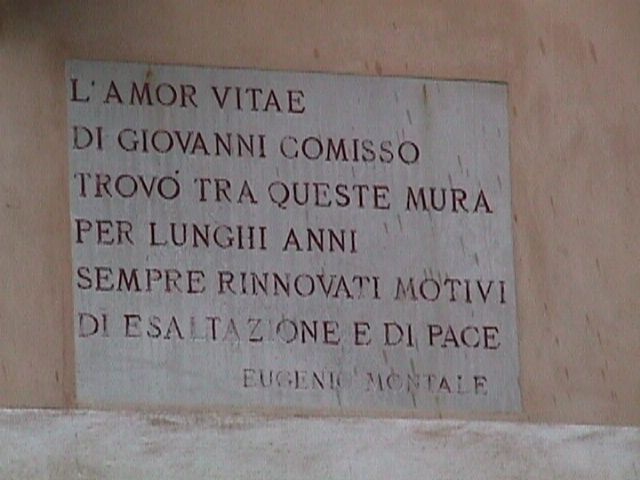
Placa conmemorativa con texto de Eugenio Montale instalada en la casa de Comisso en su ciudad natal de Treviso.

### Novelas y cuentos
- Il porto dell'amore, Antonio Vianello, Treviso, 1924; vuelto a publicar con el título de Al vento dell'Adriatico, Ribet, Turín, 1928.
- Gente di mare (cuentos). Milán: Treves, 1928 (Premio Bagutta).
- Giorni di guerra, Mondadori, 1930.
- Il delitto di Fausto Diamante,[55] Ceschina, Milán, 1933.
- Storia di un patrimonio, Treves, Milán, 1933.
- Avventure terrene, Vallecchi, Florencia, 1935.
- I due compagni, Mondadori, Milán, 1936.
- Un inganno d'amore, Mondadori, Milán, 1942 (contiene también La ricchezza di Mario). Se volvió a publicar en una recopilación de cuentos titulada Un inganno d'amore e alcuni racconti en 1953.
- Capriccio e illusione, Mondadori, Milán, 1947.
- Gioventù che muore, Milano-Sera, Milán, 1949.
- Attraverso il tempo, Longanesi, Milán, 1968.
- Felicità dopo la noia, Mondadori, Milán, 1940.
- La favorita, Mondadori, Milán, 1945.
- La terra e i contadini e altri racconti. Ilustraciones: Filippo de Pisis. Vallecchi, Florencia, 1946.
- Amori d'Oriente,[56] Longanesi (La Gaja Scienza), Milán, 1949.
- Capricci italiani, Vallecchi, Florencia, 1952.
- Un gatto attraversa la strada, Mondadori, Milán, 1954 (libro de cuentos, Premio Strega).
- La donna del lago, Longanesi, Milán, 1962.
  - I sentimenti nell'arte, Il tridente, Venezia, 1945.
- Viaggi felici, Garzanti, Milán, 1949.
- La mia casa di campagna, Longanesi, Milán, 1958.
- Satire italiane, Longanesi, Milán, 1960.
- Cribol, Longanesi, Milán, 1964.
- Il grande ozio, Longanesi, Milán, 1964.
- Pesca notturna e altre pagine. Editores: Silvio Guarnieri y Marino Buffoni, Mursia, Milán, 1964
- Gioco d'infanzia, Longanesi, Milán, 1965.
- Busta chiusa. Presentación de Ruggero Jacobbi, Nuova Accademia, Milán, 1965.
- Il sereno dopo la nebbia. Editores: Silvio Guarnieri y Giancarlo Bertoncini, Longanesi, Milán, 1974 (póstumo).
- Storie di una vita. Trent'anni al Gazzettino. Editor: Alberto Frasson, Edizioni del Gazzettino, Mestre, 1982.
- Caro Toni. Editor: Gian Antonio Cibotto, Longanesi, Milán, 1983.
- Veneto felice. Itinerari e racconti. Editor: Nico Naldini, Longanesi, Milán, 1984.
- Al sud, editor: Nico Naldini, prefacio de Raffaele La Capria, Neri Pozza, Vicenza, 1995.
- Una donna al giorno, presentación de Gian Antonio Cibotto, Neri Pozza, Vicenza, 1996.
- Il poeta fotografo, editor: Giuseppe Sandrini, Alba Pratalia, Verona, 2017.

### Diarios
- Diario 1951-1964. Prólogo: Goffredo Parise, Longanesi, Milán, 1969 [publicación póstuma].

### Poesía
- Poesie. Treviso: Longo e Zoppell, 1916.
- Bassa marea. Treviso: Libreria Editrice Canova, 1946.

### Libros de viajes
- L'italiano errante per l'Italia, Parenti, Florencia, 1937.
- Questa è Parigi. Ilustraciones de Filippo de Pisis. Milán: Ceschina, 1931.[57]
- Cina-Giappone, Milán-Roma: Treves-Treccani-Tumminelli, 1932.
- Le mie stagioni,[58] Garzanti, Milán, 1951.
- Giappone, con fotografías de Werner Bischof, Garzanti, Milán, 1954.
- Viaggi nell'Italia perduta editor: Nicola De Cilia, Edizioni dell'asino, 2017

### Correspondencia
Sus cartas se han publicado repartidas en diferentes libros, como:
- Vita nel tempo. Lettere, 1905-1968. Editor: Nico Naldini. Milán: Longanesi, 1989.
- Trecento lettere di Giovanni Comisso a Maria e Natale Mazzolà, 1925-1968. Edición y notas: Enzo Demattè, Editrice Trevigiana, Treviso, 1972 (publicación póstuma).

### Ensayos y epistolarios
- Le più belle pagine di Baldassare Castiglione, selección de Giovanni Comisso, Treves, Milán, 1929
- Prefacio a Diario di guerra del granatiere Giuriati Giuseppe, con dibujos de Juti Ravenna, Sezione provinciale dell'Ass. Nazionale Granatieri, Treviso, 1935.
- Il generale Tommaso Salsa e le sue campagne coloniali: lettere e documenti (con Emilio Canevari), Mondadori, Milán, 1935
- Prefacio a Storia di Antonia de Giuseppe Mesirca, Primi piani, Milán, 1939.
- Agenti segreti veneziani nel '700 (1705-97), Bompiani, Milán, 1941.
- Prefacio a Raccolta d'arte moderna de Mario Rimoldi, Aget, Cortina D'ampezzo 1941.
- Prefacio a Una notte d'agosto de Wanda Bontà, Mondadori, Milán, 1942.
- Prefacio a Finestre de Guido Bottegal, Guanda, Modena 1944.
- Sorprese sui Colli Euganei, 1947.
- Sciltian, catálogo de obras de Gregorio Sciltian, Hoepli, Milán, 1944.
- Posfacio a Gino Rossi: pittore, editor: Benno Geiger, Le Tre Venezie, Padua, 1949.
- Sculture di Antonio Benetton, Longo & Zoppelli, Treviso, 1950 (exposición de la Galleria del libraio, Treviso, 27 de mayo-3 de junio de 1950).
- Capricci italiani, Vallecchi, Florencia, 1952.
- Sicilia, con 97 fotografías de Rudolf Pestalozzi, Cailler, Ginebra, 1953.
- Approdo en Grecia, Leonardo da Vinci ed., Bari 1954.
- Carlo Guarienti, Martello, Milán, 1954.
- Lettere e Arturo Martini escogidas por Giovanni Comisso, Ed. di Treviso, Treviso, 1954.
- Mio sodalizio con De Pisis, Garzanti, Milán, 1954.
- Prefacio a Ornati a fresco di case trivigiane. Secoli XIII de Mario Botter, Canova, Treviso, 1955.
- Prefacio a Momenti de Antonio Bassetto, Rebellato, Padua, 1956
- Antonio Benetton, presentación de la exposición en la Galería Cairola, Milán, 18-29 de abril de 1957.
- La virtù leggendaria, Rebellato, Padua, 1957.
- Traducción de Giacomo Casanova de Seingalt, La mia vita, 4 vol., Longanesi, Milán, 1958.
- Donne gentili, Longanesi, Milán, 1958.
- La terra, le genti, i prodotti, i mercati e le feste delle provincie di Padova e di Treviso, con 32 fotografías di L. Scattola, Banca popolare di Padova e Treviso, Padua, 1959.
- Gli ambasciatori veneti (1525-1792): relazioni di viaggio e di missione (edición de Giovanni Comisso), Longanesi, Milán, 1960.
- Nota a Gian Piero Bona, Il liuto pellegrino, All'insegna del pesce d'oro, Milán, 1960
- Mancinotti, presentación de una exposición de Bruno Mancinotti en la galería Le Jardin des Arts de Roma, del 13 al 23 de febrero de 1960.
- Tono Zancanaro, Galleria d'arte Il bragozzo, Cesenatico, 1961.
- Prefacio a Mangiar friulano de Giuseppina Perusini Antonini, Neri Pozza, Vicenza 1963.
- Introducción a Veneto, Touring club italiano, Milán, 1964
- Presentación de Più che immagini de Vito Giaquinta, con un dibujo de Rosario Murabito, All'insegna del pesce d'oro, Milán, 1965.
- Introducción a I fiori de Luciano Albertinim, Edizioni d'Arte Ghelfi, Milán-Verona, 1966.
- Prefacio a Arturo Martini, Le lettere 1909-1947, editor: Natale Mazzola e Giuseppe Mazzotti, Vallecchi, Florencia, 1967.
- Introducción a Prima della prima guerra de Lino Carpinteri y Mariano Faraguna, La Cittadella, Trieste 1968.
- Saba, Svevo, Comisso: lettere inedite, editor: Mario Sutor, presentación de Giorgio Pullini, Gruppo di lettere moderne, Padova, 1969 (póstumo).
- Lettere da Fiume, introducción y notas de Sandro Zanotto, con tre incisiones de Walter Piacesim. Edizioni dell'istmo, Padova 1975
- Lettere ad Olga Signorelli 1929-1967, prefacio de Patrizia Veroli, Marcello Ferri, L'Aquila 1984 (con un recuerdo de Maria Signorelli).
- Il giovane Comisso e le sue lettere a casa 1914-1920, editor: Luigi Urettini, prefacio de Silvio Guarnieri, Francisci, Abano Terme 1985.
- Divino Giovanni... lettere a Comisso, 1919-1951 de Filippo de Pisis, editor: Bona de Pisis y Sandro Zanotto, Marsilio, Venecia 1988.
- Lettere a Enzo Ferrieri 1926-1936, editor: Mariarosa Bricchi, Manni, Lecce 1992.
- Album Comisso, editor: Nico Naldini, con la colaboración de Cino Boccazzi, introducción de Carlo Bo, Neri Pozza, Vicenza 1995.
- Lettere a Giovanni Comisso di Goffredo Parise, prefacio y edición de Luigi Urettini, dibujos de Giosetta Fioroni, dos notas de Raffaele Manica y Silvio Perrella, Ediz. del Bradipo, Lugo 1995.
- Solstizio metafisico, editor: Annalisa Colusso, prefacio de Ricciarda Ricorda, Il poligrafo, Padova 1999
- Quaderni ritrovati, editor: Nico Naldini, Telecom Italia, Milán, 2005.

### Periódicos y revistas en los que publicó Comisso
- Corriere della Sera (de 1930 a 1931 y de 1943 a 1944), Gazzetta del Popolo (1929, de 1937 a 1940, de 1964 a 1967), Il Gazzettino (de 1948 a 1968), Il Giornale (1953), Il Giornale d'Italia (de 1964 a 1967), Il Messaggero (de 1953 a 1954),  Il Tempo (de 1941 a 1943 y de 1948 a 1951), La Nazione (de 1964 a 1967), La Stampa (de 1948 a 1956), Il Mondo (de 1949 a 1966), L'Italiano (de 1927 a 1941), '900 (1929), Arcadie (publicación francesa) (de 1955 a 1962), Asclepieo (1962), Beltempo (1941), Bianco e Nero (de 1938 a 1940), Caffè Politico Letterario (de 1960 a 1962), Camicia Nera (de 1922 a 1924), Cinema (1939), Circoli (de 1931 a 1939), Comoedia (1934), Corrente di Vita Giovanile (1939), Costume (1946), Europeo (de 1947 a 1949), Il Convegno (de 1927 a 1929), Giornale del Veneto (1926), Il Ponte (de 1949 a 1950), La Fiera Letteraria I (de 1927 a 1928), La Fiera Letteraria II (de 1946 a 1956), Il Risorgimento (de 1921 a 1923), La Lettura (de 1939 a 1945), La rivista illustrata del popolo (1927), L'eco del Piave (1925), Le Opere e i Giorni (1931), Les Nouvelles littéraires (Francia) (1929), Letteratura (de 1937 a 1940), Lettere ed Arti (1945), Le Vie d'Italia (de 1959 a 1963), L'Illustratore del Medico (de 1949 a 1963), L'Illustrazione Italiana (de 1953 a 1954), L'Italia Letteraria (1936), L'Orto (1934), Lo Smeraldo (de 1947 a 1961), Nuova Antologia (de 1931 a 1933), Occidente (1934), Oggi (de 1940 a 1942), PAN (de 1933 a 1934), Panorama (1963), Pegaso (de 1929 a 1933), Primato (de 1941 a 1943), Prosa (1946), Quadrivio (1936), Pirelli (1954), Romanzi e Racconti (1966), Settimo giorno (de 1958 a 1960), Sguardi sul Mondo (de 1957 a 1959), Solaria (de 1926 a 1930), Yoga (1920).